# Mateo Ortíz
Luis Mateo Ortíz Lara (Guayaquil, 31 gennaio 2000) è un calciatore ecuadoriano, centrocampista del Manta.

## Carriera
Cresciuto calcisticamente tra i vivai di Emelec ed Independiente del Valle, proprio con questi ultimi esordisce in prima squadra nel 2020, in un match di campionato contro il Mushuc Runa. Nel 2022, arrivano le prime presenze nelle competizioni continentali per club, nonché i primi due titoli con la formazione ecuadoriana. Il 1º ottobre dello stesso anno, infatti, vince la Coppa Sudamericana, battendo in finale i brasiliani del San Paolo. L'8 novembre successivo, è la volta della Copa Ecuador.
Nel marzo del 2023 approda in Europa, con la formula del prestito alla formazione finlandese dell'Honka, con cui centra un secondo posto in campionato e perde in finale di coppa nazionale. Per tutta la durata della sua esperienza in Finlandia, gioca stabilmente da titolare.
Il 22 gennaio 2024, terminata la sua esperienza in terra scandinava, viene nuovamente girato in prestito, questa volta allo Sheriff Tiraspol, formazione militante nella massima serie moldava.

## Palmarès

### Competizioni nazionali
- Copa Ecuador: 1

Independiente del Valle: 2022

### Competizioni internazionali
- Coppa Sudamericana: 1

Independiente del Valle: 2022